# Museo Soumaya

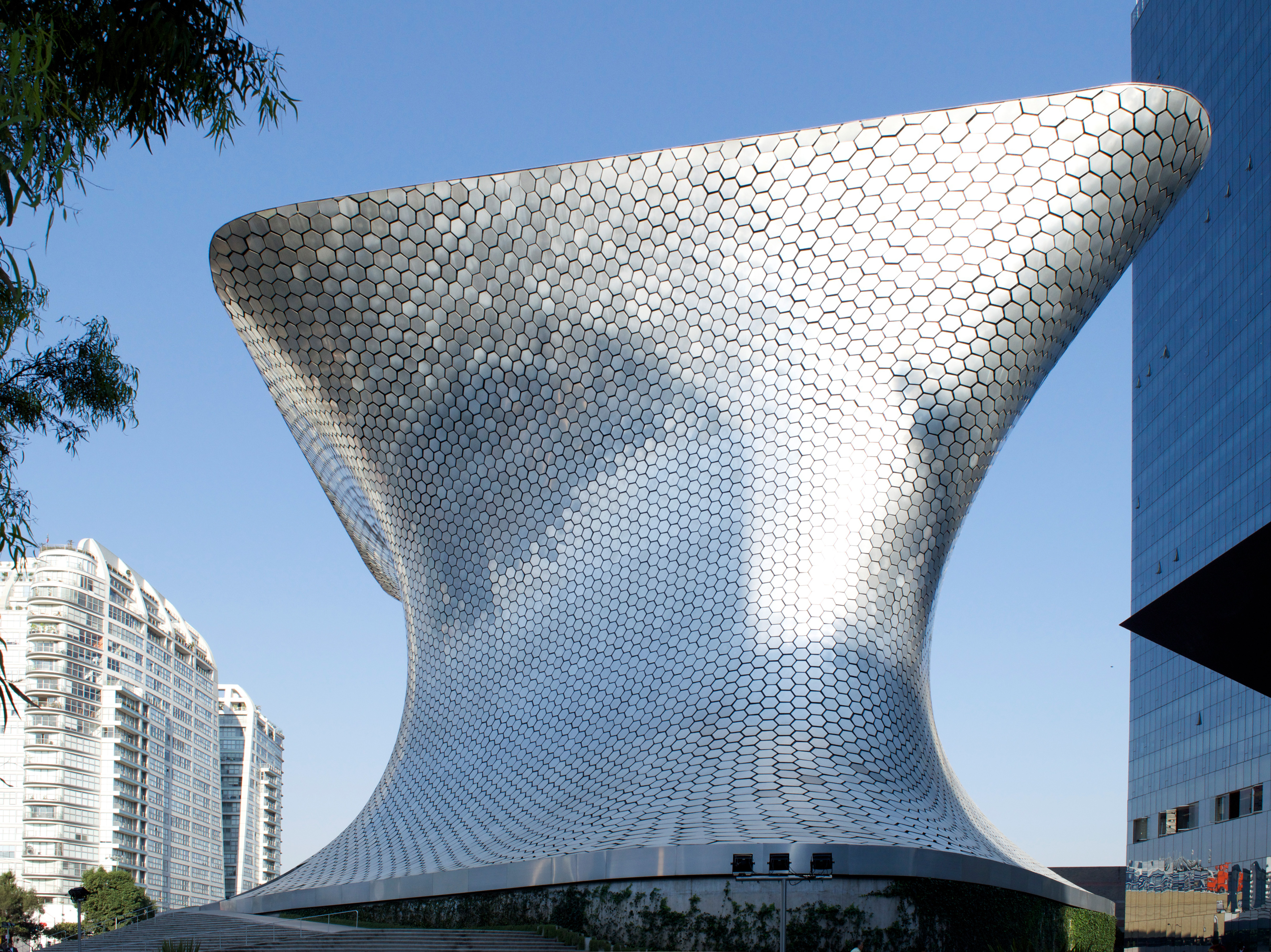
Museo Soumaya

Das Museo Soumaya ist ein im Jahr 1994 gegründetes  Kunstmuseum in Mexiko-Stadt. Im Jahr 2011 wurde es in einem Neubau, einem sechsstöckigen Metallbau, neu eröffnet.

## Geschichte
Das Gebäude ließ der Milliardär Carlos Slim in seiner Heimatstadt Mexiko-Stadt erbauen, um dort seine umfangreiche Kunstsammlung mit rund 66.000 Exponaten auszustellen. Die Sammlung hat einen geschätzten Wert von rund 700 Millionen Dollar. Die Kosten des Museumsbaus betrugen etwa 34 Millionen Dollar. Das Museum trägt den Namen der im Jahr 1999 verstorbenen Ehefrau Slims, Soumaya Domit.

## Umfang der Ausstellungen
In dem Museum werden in einer Dauerausstellung die Werke mexikanischer und europäischer Künstler gezeigt. Hierzu gehören Bilder der französischen Impressionisten Camille Pissarro, Claude Monet, Edgar Degas und Pierre-Auguste Renoir. Von Édouard Manet besitzt das Museum das Porträt Frau mit kastanienbraunem Hut. Weitere Arbeiten stammen beispielsweise von Paul Cézanne, Paul Signac, Vincent van Gogh, Pablo Picasso, Joan Miró und Salvador Dalí. Darüber hinaus ist es bekannt durch die Ausstellung von 380 Skulpturen Rodins, eine der weltweit umfangreichsten Skulpturensammlungen dieses französischen Bildhauers.